# Hans-Jürgen Kühl
Hans-Jürgen Kühl oder auch nur Jürgen Kühl (* 17. Juli 1949 in Mönchengladbach) ist ein deutscher Karambolagespieler in der Disziplin Dreiband, mehrfacher Deutscher Meister und Team-Weltmeister im Dreikampf.

## Karriere
Bereits im Alter von 13 Jahren entdeckte Kühl 1962 seine Leidenschaft für das Billardspiel. Erste Spielstätte war die Gaststätte seines Vaters in Mönchengladbach-Hardterbroich. Seit 1963 war dies auch die Heimstätte des „Club der Billardfreunde 1948 Mönchengladbach e. V.“ (auch BC Mönchengladbach). Der Verein brachte zu dem vorhandenen Turnierbillard einen neuen Matchbillardtisch mit. Durch seine Arbeit als Hersteller von Druckvorlagen hatte Kühl einen 10- bis 14-Stunden-Tag und konnte dadurch seine (Amateur-)Spielerkarriere nicht richtig in Schwung bringen. War er zu dieser Zeit bereits ein respektabler Spieler und mit den Düsseldorfer Billardfreunden mehrfach Meister in der Bundesliga und Pokalsieger geworden, so stellte sich erst 1985 die ersten großen, überregionalen Erfolge ein. Im Februar 1991 wagte er dann den Sprung in die Professionalität, gab seinen Beruf auf und bestritt fortan mithilfe eines Mäzens sein Berufsleben als Billardprofi. Kühl sagte hierzu:

„Ein klassischer Mäzen, nur mit Freude an unserem Sport. Das gibt es auch noch.“

Die Vielfältigkeit der Karambolagedisziplinen (Freie Partie, Cadre, Einband) lag ihm nicht. Seine Passion galt schon immer dem Dreiband, auf dass er sich vom Anfang seiner Karriere an konzentrierte. Seine ersten Erfolge gehen in die Saison 1977/78 zurück, als er mit den Düsseldorfer Billardfreunden sowohl die Deutsche Meisterschaft als auch den Pokal gewann, wie auch in den folgenden drei Jahren. 1989 kam Kühl, nach mehreren Zwischenstationen, zu den Billardfreunden Horster Eck in Essen, mit denen er 1990 und 1991 erneut das „Double“ schaffte (Meisterschaft und Pokal). 1981 machte Kühl erstmals im Einzelwettbewerb mit einer Bronzemedaille bei den Deutsche Dreiband-Meisterschaften auf sich aufmerksam. Nach einer Silbermedaille 1984 konnte er sich ein Jahr später im Oktober 1985 über die erste von drei Goldmedaillen freuen. In Landau gewann er im Januar 1987 den zweiten Grand Prix als er den Altmeister Dieter Müller im Finale mit 3:1 Sätzen schlug. 1991 war für ihn sein wohl erfolgreichstes Billardjahr. Im Februar gewann er in Viersen die Dreiband-Team-WM, gemeinsam mit Christian Rudolph und in Essen im Juni zusammen mit  Wolfgang Zenkner und Fabian Blondeel die Team-WM im Dreikampf (Cadre 71/2, Einband und Dreiband).

## Erfolge
- Dreikampf-Weltmeisterschaft für Nationalmannschaften:  1991
- Dreiband-Weltmeisterschaft für Nationalmannschaften:  1991
- Dreiband Grand Prix:  1987/2  1991/1
- Deutsche Dreiband-Meisterschaft:  1986, 1990, 1991  1984, 1987  1981
- Deutsche Pokalmannschaftsmeisterschaft: :  1977/78, 78/79, 79/80 und 80/81 (Düsseldorfer Bfr. 1954); 1989/90 und 90/91 (Horster Eck)
- German Grand Prix: :  1990/1, 1991/5, 1992/3, 1992/5, 1992/8  1990/5, 1992/2, 1993/3  1994/3

Quellen: 